# Hanna Huskowa
Hanna Andrejeuna Huskowa (belarussisch Ганна Андрэеўна Гуськова; * 28. August 1992 in Minsk) ist eine belarussische Freestyle-Skierin. Sie startet in der Disziplin Aerials (Springen).

## Werdegang
Huskowa nahm ab 2006 im Europacup teil und gewann in der Saison 2008/09 die Disziplinenwertung. Am 14. Februar 2009 debütierte sie in Moskau im Weltcup und belegte dabei den 24. Platz. Bei den Weltmeisterschaften 2009 in Inawashiro errang sie den 14. Platz. Zwei Jahre später wurde sie bei den Weltmeisterschaften 2011 in Deer Valley Neunte. Im selben Monat kam sie mit dem siebten Platz in Moskau und dem achten Platz in Minsk erstmals unter die ersten Zehn im Weltcup. In der Saison 2011/12 erreichte sie im Weltcup fünf Top-Zehn-Platzierungen und errang damit den neunten Platz im Aerials-Weltcup. Bei den Juniorenweltmeisterschaften 2012 in Chiesa in Valmalenco gewann sie die Silbermedaille.
Verletzungsbedingt verpasste Huskowa die Saison 2012/13. Bei den Olympischen Winterspielen 2014 in Sotschi belegte sie den 21. Platz. In der Saison 2014/15 kam sie bei allen sechs Weltcupteilnahmen unter die ersten Zehn. Dabei erreichte sie in Lake Placid mit dem dritten Rang ihre erste Podestplatzierung. Beim Saisonhöhepunkt, den Weltmeisterschaften 2015 am Kreischberg, wurde sie Sechste. Die Saison beendete sie auf dem fünften Rang im Aerials-Weltcup. Ihre beste Weltcupplatzierungen in der Saison 2015/16 waren zwei vierte Plätze, in der Saison 2016/17 waren es zwei fünfte Plätze.
Den Durchbruch an die Weltspitze schaffte Huskowa in der Saison 2017/18. Sie gewann am 16. Dezember 2017 in Secret Garden erstmals ein Weltcupspringen. Es folgten fünf weitere Top-10-Platzierungen, darunter ein dritter Platz, was in der Aerials-Disziplinenwertung den zweiten Rang ergab. Beim Saisonhöhepunkt, den Olympischen Winterspielen in Pyeongchang, gewann sie etwas überraschend die Goldmedaille.
Bei den Olympischen Winterspielen 2022 in Peking gewann sie die Silber-Medaille.

## Erfolge

### Olympische Spiele
- Sotschi 2014: 21. Aerials
- Pyeongchang 2018: 1. Aerials
- Peking 2022: 6. Aerials (Mixed), 2. Aerials (Einzel)

### Weltmeisterschaften
- Inawashiro 2009: 14. Aerials
- Deer Valley 2011: 9. Aerials
- Kreischberg 2015: 6. Aerials

### Weltcupsiege
Huskowa erzielte im Weltcup bisher 4 Podestplätze, davon 2 Siege:
| Datum             | Ort           | Land     |
| ----------------- | ------------- | -------- |
| 16. Dezember 2017 | Secret Garden | China    |
| 15. Februar 2020  | Moskau        | Russland |

### Weltcupwertungen
| Saison  | Gesamt | Gesamt | Aerials | Aerials |
| Saison  | Platz  | Punkte | Platz   | Punkte  |
| ------- | ------ | ------ | ------- | ------- |
| 2008/09 | 153.   | 1      | 35.     | 7       |
| 2010/11 | 42.    | 21     | 14.     | 149     |
| 2011/12 | 31.    | 27     | 9.      | 268     |
| 2013/14 | 171.   | 4      | 31.     | 19      |
| 2014/15 | 18.    | 36,57  | 5.      | 256     |
| 2015/16 | 42.    | 31,67  | 11.     | 190     |
| 2016/17 | 88.    | 13,57  | 18.     | 95      |
| 2017/18 | 5.     | 60,17  | 2.      | 361     |
| 2019/20 | 47.    | 24,71  | 9.      | 173     |

### Europacup
- 21 Podestplätze, davon 11 Siege
- Saison 2008/09: 1. Aerials-Disziplinenwertung
- Saison 2009/10: 3. Aerials-Disziplinenwertung
- Saison 2010/11: 2. Aerials-Disziplinenwertung

### Juniorenweltmeisterschaften
- Chiesa in Valmalenco 2012: 2. Aerials